# John Howard
John Winston Howard OM, AC, SSI (ur. 26 lipca 1939 w Sydney) – australijski polityk, premier Australii w latach 1996–2007.

## Życiorys
Ukończył studia na Uniwersytecie w Sydney z tytułem magistra prawa w 1961.
Z Partią Liberalną związany od 18 roku życia, był jej przywódcą w latach 1985–1989 oraz 1995–2007. Przez większość swojej kariery politycznej Howard znany był jako „Honest John” („Uczciwy John”).
W 2001 został laureatem Nagrody Erniego za wyrażenie opinii, iż w Australii nie ma kobiety godnej piastowania stanowiska gubernatora generalnego.
Był 25. premierem państwa od powstania Australii. Utrzymał fotel premiera po wyborach w 1998, 2001 i 2004. Był drugim po Robercie Menziesie najdłużej sprawującym ten urząd w historii Australii. Howard zdobył wcześniej duże doświadczenie w rządzie jak i opozycji.
Doprowadził do wprowadzenia 1 października 1996 r. programu wykupu broni po wartości rynkowej – skupiono 640 tys. sztuk broni. Po trwającym rok okresie przejściowym posiadanie wielu rodzajów broni stało się nielegalne. Działa Howarda były reakcją na masakrę z 26 kwietnia 1996 r., w której zginęło 35 osób, a 23 zostały ranne.
Wybory parlamentarne w październiku 2004, kiedy Partia Liberalna zyskała przewagę w obu izbach parlamentu, uczyniły z Johna Howarda najbardziej uznanego polityka ostatnich lat. W przegranych przez partię Liberalną wyborach w 2007 Howard nie dostał się do Parlamentu przegrywając z walkę o mandat poselski z Maxine McKew, byłą dziennikarką i kandydatką z ramienia partii laburzystowskiej. Po przegranych wyborach wycofał się z polityki.
W 2005 roku został odznaczony Gwiazdą Wysp Salomona.